# ريتشارد كاري (سياسي)
ريتشارد كاري (بالإنجليزية: Richard Carey)‏ هو محامي وقاضي وسياسي أمريكي، ولد في 1750، وتوفي في 1789.